# Phyllonorycter klemannella
Phyllonorycter klemannella là một loài bướm đêm thuộc họ Gracillariidae. Nó được tìm thấy ở khắp châu Âu, except Hy Lạp.
Sải cánh dài 7,5-9,5 mm.
Ấu trùng ăn Alnus glutinosa và Alnus incana. Chúng ăn lá nơi chúng làm tổ. They create a lower-surface tentiform mine between two side veins, often quite far from the midrib. There are many weak folds. There may be several mines in a single leaf. Pupation takes place in a white cocoon withtrong mine. The cocoon is attached to the roof of the mine và is free from frass, which is concentrated in a corner of the mine, opposite of the cocoon.